# Fraude sociale en France
La fraude sociale désigne l'ensemble des actions illégales pour se soustraire aux cotisations sociales ou pour bénéficier de manière indue des prestations sociales. La fraude sociale regroupe ainsi deux notions distinctes : la fraude aux cotisations sociales par les entreprises (la plus importante), et la fraude aux prestations sociales (moindre) ; ces deux fraudes étant elles-mêmes largement inférieures à la fraude fiscale.
Les fraudes à la sécurité sociale peuvent prendre différentes formes :
- les fraudes aux prestations pratiquées par des assurés sociaux ;
- les fraudes commises par des entreprises ;
- les fraudes effectuées par des professionnels de santé (médecins, infirmiers…)[3].

Le journal Le Monde et le Haut Conseil du financement de la protection sociale (HCFPS) estiment, en 2025, le montant de la fraude sociale en France à 13 milliards d'euros par an.

## Définition
La fraude sociale peut prendre deux formes de manière générale.
La fraude aux cotisations sociales consiste, pour un employeur, un auto-entrepreneur ou un travailleur libéral, à ne pas s'acquitter du versement des cotisations sociales dues, par exemple en ne déclarant pas l'ensemble des heures travaillées, en embauchant illégalement, ou en détournant tout ou partie des cotisations sociales.
La fraude aux prestations sociales consiste, pour un individu, à percevoir une prestation indue, sur le fondement de déclarations mensongères ou d'omissions volontaires, par exemple en continuant à travailler alors qu'il bénéficie d'un arrêt de travail.
Mais les définitions légales de la fraude sociale sont complexes. Le code de la sécurité sociale recense les prestations dont le détournement entraîne des pénalités, mais ne définit pas les éléments constitutifs de la fraude. Le code du travail, lui, regroupe la fraude sociale sous l'infraction de travail illégal.
Si une fraude se distingue de l’erreur en ce qu’elle est volontaire, prouver l’intention frauduleuse est parfois difficile. Selon la direction de la sécurité sociale, définir précisément les critères de la fraude permettrait certes de fixer une jurisprudence commune aux différentes instances, mais paradoxalement, une définition précise pourrait inciter à la fraude : un usager connaissant clairement les limites à ne pas franchir serait tenté de s'en approcher le plus près possible : « L’enjeu est essentiel car plus de 90 % des fraudes résultent de fausses déclarations ou d’omissions ».

## Estimation de la fraude sociale

### Montant des fraudes sociales
Le journal Le Monde et le Haut Conseil du financement de la protection sociale (HCFPS) estiment, en 2025, le montant de la fraude sociale en France à 13 milliards d'euros par an.
Les estimations de la fraude sociale en France varient selon les sources. Selon le rapport du Comité national de lutte contre la fraude, la fraude sociale détectée atteint 852,6 millions d’euros en 2014[source insuffisante]. Selon la Cour des comptes pour l'année 2014, la fraude totale aux cotisations sociales s'élèverait en revanche à 20 milliards d'euros[source insuffisante].
Selon le rapport du Comité national de lutte contre la fraude, la fraude sociale détectée atteint 852,6 millions d’euros sur l'année 2014, dont 427,63 millions d'euros pour la fraude aux cotisations sociales, et 424,96 millions d’euros pour la fraude aux prestations sociales[source insuffisante]. Selon le rapport de la Cour des comptes pour l'année 2014, la fraude totale aux cotisations sociales s'élèverait à 20 milliards d'euros[source insuffisante], et 5 % de l'ensemble des cotisations sociales seraient éludées. Toujours selon la Cour des comptes, et selon son rapport de septembre 2010, la fraude totale aux prestations sociales dans le régime général peut être estimée à 3 milliards d'euros, soit 1 % des prestations versées. 
Selon une estimation parue en juillet 2019, la fraude aux cotisations sociales s'élèverait pour l'année 2018 à un montant estimé entre 6,8 et 8,4 milliards d'euros. La principale cause est le travail au noir pour 5,2 à 6,5 milliards, devant les erreurs comptables sans intention manifeste de frauder.
Selon un rapport parlementaire publié en septembre 2019, la fraude s'élèverait entre 13,5 et 45 milliards d'euros par an, soit de 3 à 10 % des prestations. Le rapport pointe notamment un nombre de centenaires estimé à plus de trois millions. Cependant, l'INSEE et deux caisses de sécurité sociale contredisent ce rapport, lequel se base notamment sur les données d'autres pays comme la Zambie, et précisent que seuls 15 000 centenaires touchent une pension de retraite.
Cette difficile estimation fait de la fraude sociale un sujet souvent traité par les médias, mais avec des données et des projections tout à fait différentes d'un média à l'autre,,,.
Le montant de la fraude détectée se répartit ainsi en 2013 : 174 millions d'euros pour la branche maladie, 9 millions d'euros pour la branche retraite et 143 millions d'euros pour la branche famille (pour 82,4 milliards d'euros versés par les Caf cette année-là). Selon Daniel Lenoir, directeur de la CNAF, pour la branche famille (Caf uniquement), ce montant est passé à 209,6 millions d'euros en 2014 pour 32 828 fraudes détectées.
Selon L'Express, « Un milliard d'euros : c'est le montant de la fraude aux organismes sociaux détectée en 2019, selon le rapport de la Cour des comptes. "En 2019, les principaux organismes sociaux ont détecté un milliard d'euros de préjudices subis ou évités au titre de fraudes avérées ou suspectées", dévoile la Cour des comptes dans un communiqué de presse ».

#### Fraudes sur les cartes vitales et sur le nombre d'assurés
En octobre 2019, la Caisse nationale de l'assurance maladie (CNAM) admet auprès d’une mission d’enquête parlementaire un différentiel de 5,2 millions de cartes vitales actives. En février 2020, lors d’une commission parlementaire réunie sur le sujet mardi, Mathilde Lignot-Leloup, directrice de la Sécurité sociale, reconnaît un surnombre de 2,6 millions de cartes vitales actives, la différence entre le premier et le second chiffre s'expliquant par un « nouveau calcul, qui prend en compte les enfants à partir de 12 ans » et par des « opérations d’intégration de services territoriaux ou nationaux »
En 2020, un rapport de la Cour des comptes se basant sur des chiffres du SNIIRAM évalue à 3 millions le nombre de personnes qui bénéficient à tort de droits ouverts auprès de la Caisse nationale d'assurance maladie. Les caisses de la Sécurité sociale comptabilisent près de 75,3 millions de personnes bénéficiaires, ce qui représente 8,2 millions de plus que la population française, (rapport intitulé « La lutte contre les fraudes aux prestations sociales »). Néanmoins, la Cour des comptes citait également un autre chiffre donné par la direction de la sécurité sociale, lors de son audition par la commission d’enquête de l’Assemblée nationale relative à la lutte contre les fraudes aux prestations sociales en juillet 2020. La sécurité sociale faisait alors état de 72,4 millions de bénéficiaires de droits ouverts à une prise en charge des frais de santé par l’assurance maladie au 1er janvier 2020.
Selon L'Express, il y a 2,4 millions d'assurés-fantômes et entre 152 000 et 573 000 cartes Vitale en trop. D'autres sources établissent également ce chiffre à un nombre d'au moins 2,5 millions,. Le gouvernement[Qui ?], quant à lui, ramène ce chiffre à 150 000.
En février 2020, les chiffres de la commission d'enquête parlementaire sont rectifiés par la Sécurité Sociale qui précise que les cartes Vitale surnuméraires fin 2019 n'étaient plus que de 609 235 et ne concernaient pas le régime général. La Sécurité sociale mettait en avant le fait que des mesures étaient en cours pour mettre fin aux doublons. En mars 2022, le rapport de la direction de la Sécurité sociale chiffre à 3 830 le nombre de cartes en surnombre au 31 décembre 2021. Il est établi en juin 2022 à 3 248.
En mai 2023, Gabriel Attal, alors ministre de l’Action et des Comptes publics, annonce vouloir lutter contre le « tourisme médical ». Cette mesure passe selon lui par « une fusion de la carte Vitale et de la carte d’identité dans une seule et même carte sécurisée, comme c’est le cas en Belgique, au Portugal, en Suède ».

### Méthode pour estimer la fraude sociale
La fraude sociale et son montant sont difficiles à estimer, car c'est par nature un phénomène dissimulé. S'il s'agit vraisemblablement d'un phénomène ancien, et sous-estimé, la prise de conscience récente et la décision de faire de la lutte contre la fraude sociale une priorité lui donnent plus de visibilité,.
Plusieurs méthodes d'observation directe permettent d'en proposer une estimation, :
- Le sondage sur un échantillon représentatif doit pour fournir des résultats intéressants être réalisé sur un échantillon de grande taille, ce qui génère des coûts importants, car un contrôle aléatoire sur un large échantillon a des chances de laisser de côté les risques les plus élevés.
- L'extrapolation pondérée des résultats des contrôles, notamment avec le calcul d'un ratio entre la fraude constatée et le nombre total de déclarations dans un même secteur homogène, a systématiquement tendance à grossir le phénomène observé.
- Enfin, le sondage par enquête auprès des ménages notamment, permet de cerner les motivations de la fraude et d'estimer les risques de contournement.

L'estimation de la fraude par des méthodes indirectes pose d'autres problèmes : les études macro-économiques auraient tendance à surestimer le phénomène, et elles fournissent par ailleurs des résultats très disparates,. Les études micro-économiques sont, elles, plutôt rares et fournissent des indications sur les motivations de la fraude comme sur les moyens de lutter contre elle.

### Répartition géographique et par secteur
Dans le domaine de la fraude aux cotisations sociales, la lutte contre le travail illégal donne lieu à des redressements qui pointent l'importance de la fraude en Île-de-France, puisqu'elle représente 37 % de la fraude nationale.
La fraude aux cotisations sociales serait particulièrement importante dans les secteurs de la construction (3,8 milliards d'euros, pour un taux de fraude de 22 %) et dans le commerce (3,3 milliards d'euros, pour un taux de fraude de 12 %). Également important dans les transports, le taux de fraude est plus faible dans l'industrie et la finance. La délégation nationale à la lutte contre la fraude ajoute à cette liste des « secteurs habituels » les travaux saisonniers en agriculture, les services aux entreprises, le spectacle vivant et enregistré, le déménagement ainsi que les banques et assurances pour le recours aux stagiaires. Cette répartition a conduit les services de lutte contre le travail illégal à diligenter plusieurs enquêtes aléatoires dans les secteurs du bâtiment et des travaux publics, du gardiennage, du transport routier ou du commerce de détail.
Les données sur la répartition géographique de la fraude aux prestations sociales dépendent fortement des enquêtes menées, mais également de la façon dont les organismes gèrent les contentieux : cette gestion semble, en 2011, plutôt hétérogène, et l'objectif d'harmonisation est rappelé par la Cour des Comptes comme par la DNLF.

## Différentes formes de la fraude sociale

### Fraude aux cotisations sociales
La fraude aux cotisations sociales développe de nouvelles formes et se complexifie: fraude transnationale, sous-traitance en cascade, faux statuts, financement occulte. Le statut de travailleur indépendant, et particulièrement celui d'auto-entrepreneur peut également servir à dissimuler l'emploi de salariés : 31 % des contrôles des auto-entrepreneurs ont donné lieu à redressement. La fraude des particuliers employeurs n'est pas évaluée, car difficile à détecter et réprimer.
L'utilisation frauduleuse des travailleurs détachés est combattue par la loi du 10 juillet 2014, dite loi Savary. Elle instaure notamment le principe de « responsabilité solidaire », permettant de poursuivre l’entreprise donneuse d’ordres pour les fraudes commises par l’un de ses sous-traitants.
Le redressement de la fraude liée au travail illégal est très limité : 1,5 % des sommes détournées donnent lieu à redressement, et 0,2 % du montant de la fraude est effectivement récupéré. Cela peut s'expliquer par une professionnalisation très inégale du contrôle, faible notamment à la mutualité sociale agricole, et aussi par l'absence de contrôle des travailleurs indépendants. La faiblesse de ce redressement tient aussi au fait que parmi les entreprises convaincues de fraude, plus d'une entreprise sur deux dépose son bilan ou est mise en liquidation dans les deux ans.
La cour des comptes recommande ainsi, pour rendre la lutte contre la fraude aux cotisations sociales plus efficace, de renforcer le caractère dissuasif des majorations et pénalités (en 2014, la majoration est de 25 % en cas de travail dissimulé, à comparer aux 80 % de majoration en cas de manœuvres frauduleuses attestées lors d'un contrôle fiscal), comme de mettre sous séquestre des actifs de l'entreprise fraudeuse, afin d'éviter une insolvabilité organisée.

### Fraude aux prestations sociales
La lutte contre la fraude aux prestations sociales est devenue une priorité politique en 2006, affirmée en 2007 avec une lettre de mission adressée par le Président de la République. Elle indique que si l'enjeu financier de la fraude aux prélèvements est bien plus significatif, en revanche « le chantier de la lutte contre la fraude aux prestations sociales, dont l'enjeu financier n'est même pas connu avec précision, est celui pour lequel les efforts les plus importants sont à mener ».
Le comité de lutte contre la fraude, créé en 2006, est devenu la délégation nationale à la lutte contre la fraude, instituée par décret. Cet organisme doit concilier la lutte contre la fraude avec d'autres priorités contradictoires, comme la simplification des procédures et le traitement plus rapide des dossiers. Un plan pluriannuel est engagé en 2011. Il vise notamment à :
- harmoniser les mesures de lutte dans l'ensemble des organismes concernés, ce qui nécessite une harmonisation de la jurisprudence et du droit. La CAF par exemple contrôle plus d'un allocataire sur 2 tous les ans[55].
- développer les moyens humains consacrés à la lutte contre la fraude.
- clarifier et simplifier les mesures de saisine de la CNIL.
- mesurer effectivement le taux de fraude.
- rendre public le rapport d'activités de la délégation nationale à la lutte contre la fraude.
- rendre les sanctions plus dissuasives[45].

Une proposition de loi du sénateur Eric Doligé, visant selon son auteur à « améliorer les dispositifs actuellement en place » a été retirée le 31 mai 2016, après un débat houleux.

## Politisation de la question de la fraude sociale
En 2020, Charles Prats, magistrat spécialisé dans les questions de fraudes fiscales et à la sécurité sociale, publie le Cartel des Fraudes. S'appuyant sur une commission d'enquête parlementaire, il avance que le nombre de bénéficiaires de prestations sociales serait supérieur de 5 millions à la population française (73,7 millions de personnes pour une population française de 67 millions d'habitants),. Ces chiffres sont contestés, notamment, par Libération, mais largement repris, en particulier par l'extrême-droite.

## Principes de la lutte contre la fraude sociale

### Motivation
La lutte contre la fraude sociale permet le redressement des comptes publics, la lutte contre la concurrence déloyale et la garantie des principes de justice et d'égalité devant les charges publiques.

### Modalités de lutte contre la fraude sociale
Le travail illégal est puni de 3 ans d'emprisonnement et de 45000€ d'amende.
Seul l'employeur encourt une sanction en cas de travail non déclaré, le travailleur est considéré comme une victime du point de vue du droit pénal. Cependant, s'il touche des allocations chômage ou des aides conditionnées à ses revenus, il peut devoir les rembourser et payer une amende de 4 000 €.
Pour lutter contre la fraude aux prestations sociales, les procédures pénales montrent une faible efficacité : en 2009, seulement 50 % des dossiers de la branche famille portés en justice obtiennent une condamnation en première instance. Les procédures administratives ont donc été simplifiées et rendues plus dissuasives en 2010.
Afin de lutter contre les ressorts psychologiques de la fraude, la Délégation nationale à la lutte contre la fraude a mené deux campagnes de communication, en 2009 et 2011.
Pour rendre la lutte contre la fraude plus efficace, l'interconnexion de fichiers, le datamining, et l'harmonisation des pratiques des différents organismes prestataires sont les priorités de la délégation nationale à la lutte contre la fraude.
Le nombre d'agents affectés à la lutte contre la fraude à l'assurance-maladie était de 1 060 équivalents temps plein en 2019, contre 965 en 2014. Pour la Cour des comptes, ce nombre est insuffisant.